# جن بروئر

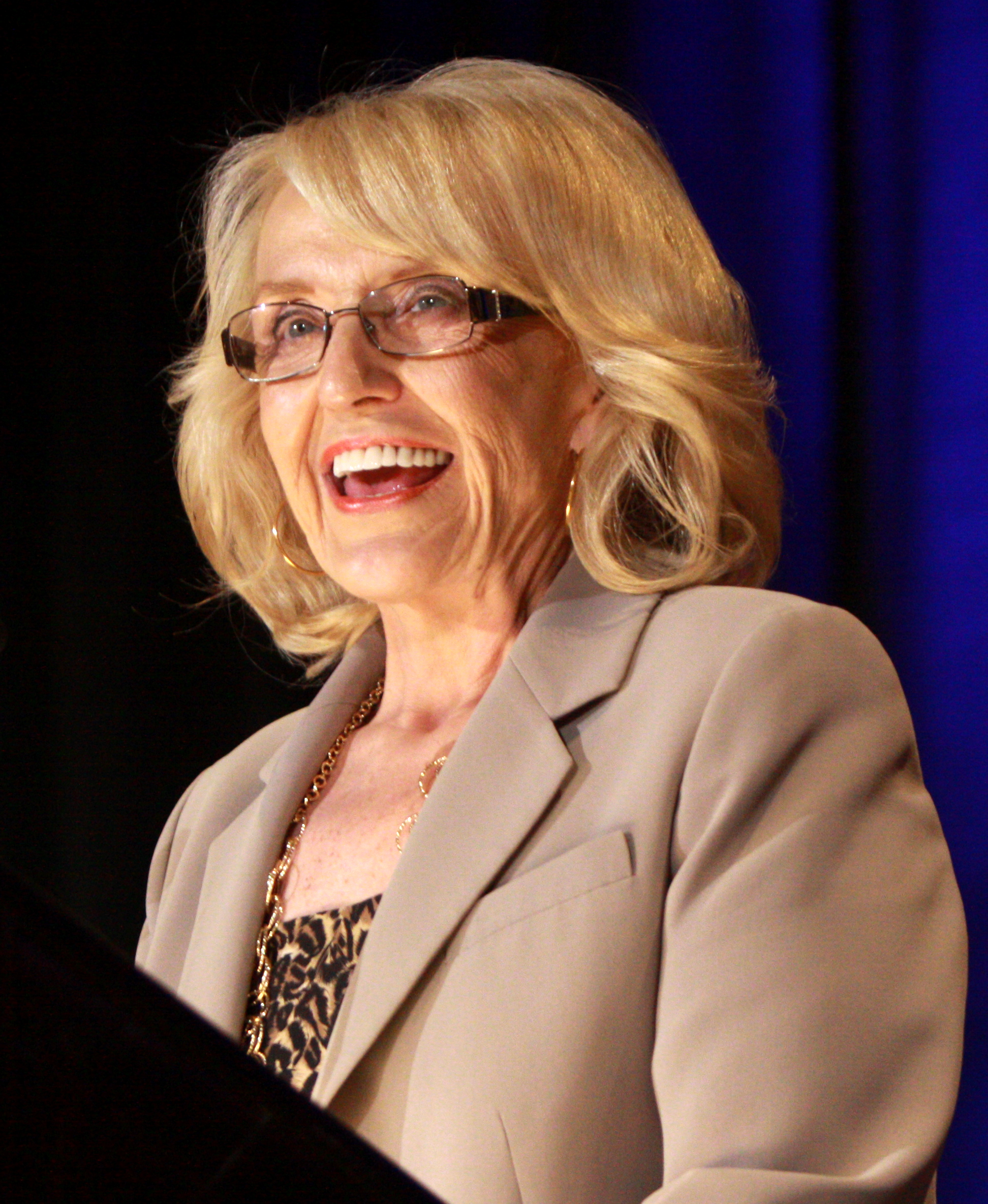

جن بروئر (انگلیسی: Jan Brewer؛ زادهٔ ۲۶ سپتامبر ۱۹۴۴) یک سیاست‌مدار اهل ایالات متحده آمریکا است.
جن بروئر فرماندار ایالت آریزونا از جمهوری‌خواه بود که در تاریخ ۲۱ ژانویه ۲۰۰۹ میلادی به عنوان فرماندار انتخاب شد و تا سال ۲۰۱۵ در این سمت باقی ماند.